# Mauldin
Mauldin és una població dels Estats Units a l'estat de Carolina del Sud. Segons el cens del 2000 tenia 15.224 habitants.

## Demografia
Segons el cens del 2000, Mauldin tenia 15.224 habitants, 6.131 habitatges i 4.242 famílies. La densitat de població era de 681,9 habitants/km².
Dels 6.131 habitatges en un 33,9% hi vivien nens de menys de 18 anys, en un 55,8% hi vivien parelles casades, en un 10,4% dones solteres, i en un 30,8% no eren unitats familiars. En el 26% dels habitatges hi vivien persones soles el 6,2% de les quals corresponia a persones de 65 anys o més que vivien soles. El nombre mitjà de persones vivint en cada habitatge era de 2,46 i el nombre mitjà de persones que vivien en cada família era de 2,97.
Per edats la població es repartia de la següent manera: un 25% tenia menys de 18 anys, un 8,1% entre 18 i 24, un 33,5% entre 25 i 44, un 24,1% de 45 a 60 i un 9,3% 65 anys o més.
L'edat mediana era de 35 anys. Per cada 100 dones de 18 o més anys hi havia 91 homes.
La renda mediana per habitatge era de 51.657 $ i la renda mediana per família de 61.817 $. Els homes tenien una renda mediana de 41.047 $ mentre que les dones 29.985 $. La renda per capita de la població era de 24.750 $. Entorn del 3,2% de les famílies i el 4,4% de la població estaven per davall del llindar de pobresa.

## Poblacions més properes
El següent diagrama mostra les poblacions més properes.